# Lliga de les Nacions de la UEFA 2018-19 - Lliga A
La UEFA Nations League A 2018-19 va ser la màxima divisió de l'edició 2018-19 de la UEFA Nations League, la temporada inaugural de la competició internacional de futbol en què participen les seleccions nacionals masculines de les 55 federacions membres de la UEFA. La Lliga A va culminar amb les finals de la Lliga de les Nacions el juny del 2019, que van coronar Portugal com a campió inaugural de la Lliga de les Nacions de la UEFA.

## Format
La Lliga A estava formada pels 12 millors membres de la UEFA, dividits en quatre grups de tres. Els guanyadors de cada grup van passar a la final de la UEFA Nations League. L'equip tercer classificat de cada grup havia de baixar inicialment a la Lliga de les Nacions de la UEFA 2020-21 B, però es va mantenir a la Lliga A després del reformateig per part de la UEFA dels grups de la següent edició.
Les finals de la Lliga de les Nacions van tenir lloc el juny de 2019 i es van jugar en un format eliminatori, que constava de les semifinals, el play-off del tercer lloc i la final. Els emparellaments de semifinals, juntament amb els equips administratius locals per al play-off i la final del tercer lloc, es van determinar mitjançant un sorteig obert el 3 de desembre de 2018. El país amfitrió Portugal va ser seleccionat entre els quatre equips classificats el 3 de desembre de 2018 pel Comitè Executiu de la UEFA i els guanyadors de la final van ser coronats com a campions inaugurals de la UEFA Nations League.
Els quatre guanyadors de grups es van dividir en grups de cinc equips per a la competició de classificació de l'UEFA Euro 2020 (per tal d'acomodar-se a les Finals de la Lliga de les Nacions). A més, a la Lliga A se li va assignar una de les quatre places restants a l'Eurocopa 2020 de la UEFA. Quatre equips de la Lliga A que encara no s'havien classificat per a la final de l'Eurocopa van competir als play-off, que es van jugar a l'octubre i novembre de 2020. Les places de play-off es van assignar primer als guanyadors del grup, i si algun dels de grup. els guanyadors ja s'havien classificat per a la final de l'Eurocopa, després per al següent equip millor classificat de la lliga, etc. Si hi hagués menys de quatre equips a la Lliga A que encara no s'haguessin classificat per a la final de l'Eurocopa, les places de play-off serien s'assignaran al següent equip millor classificat de la lliga següent, etc. Els play-off van consistir en dues semifinals "únices" (equip millor classificat contra quart equip millor classificat i segon equip millor classificat vs. tercer equip millor classificat, jugat a casa d'equips de millor classificació) i una final "única" entre els dos guanyadors de la semifinal (seu escollit per endavant entre les semifinals 1 i 2).

## Grup 1

### Classificació
| Equip         | Pts | PJ | PG | PE | PP | GF | GC | DG |
| ------------- | --- | -- | -- | -- | -- | -- | -- | -- |
| Països Baixos | 7   | 4  | 2  | 1  | 1  | 8  | 4  | +4 |
| França        | 7   | 4  | 2  | 1  | 1  | 4  | 4  | 0  |
| Alemanya      | 2   | 4  | 0  | 2  | 2  | 3  | 7  | -4 |

Note:

Alemanya readmès a la Lliga A de la UEFA Nations League 2020-21 a causa de la reforma de la competició en vigor a partir de la temporada següent.

### Partits
| Alemanya | 0–0     | França |
| -------- | ------- | ------ |
|          | Informe |        |

| França                  | 2–1     | Països Baixos |
| ----------------------- | ------- | ------------- |
| Mbappé 14' · Giroud 75' | Informe | 67' Babel     |

| Països Baixos                              | 3–0     | Alemanya |
| ------------------------------------------ | ------- | -------- |
| van Dijk 30' · Depay 87' · Wijnaldum 90+3' | Informe |          |

| França                  | 2–1     | Alemanya       |
| ----------------------- | ------- | -------------- |
| Griezmann 62', 90' (p.) | Informe | 14' (p.) Kroos |

| Països Baixos                    | 2–0     | França |
| -------------------------------- | ------- | ------ |
| Wijnaldum 44' · Depay 90+6' (p.) | Informe |        |

| Alemanya             | 2–2     | Països Baixos               |
| -------------------- | ------- | --------------------------- |
| Werner 9' · Sané 20' | Informe | 85' Promes · 90+3' van Dijk |

## Grup 2

### Classificació
| Equip    | Pts | PJ | PG | PE | PP | GF | GC | DG  |
| -------- | --- | -- | -- | -- | -- | -- | -- | --- |
| Suïssa   | 9   | 4  | 3  | 0  | 1  | 14 | 5  | +9  |
| Bèlgica  | 9   | 4  | 3  | 0  | 1  | 9  | 6  | +3  |
| Islàndia | 0   | 4  | 0  | 0  | 4  | 1  | 13 | -12 |

Note:

Islàndia readmès a la Lliga A de la UEFA Nations League 2020-21 a causa de la reforma de la competició en vigor a partir de la temporada següent.

### Partits
| Suïssa                                                                          | 6–0     | Islàndia |
| ------------------------------------------------------------------------------- | ------- | -------- |
| Zuber 13' · Zakaria 23' · Shaqiri 53' · Seferović 67' · Ajeti 71' · Mehmedi 82' | Informe |          |

| Islàndia | 0–3     | Bèlgica                           |
| -------- | ------- | --------------------------------- |
|          | Informe | 29' (p.) Hazard · 31', 81' Lukaku |

| Bèlgica         | 3–1     | Suïssa         |
| --------------- | ------- | -------------- |
| Lukaku 58', 84' | Informe | 76' Gavranović |

| Islàndia          | 1–2     | Suïssa                   |
| ----------------- | ------- | ------------------------ |
| AlFinnbogason 81' | Informe | 52' Seferović · 67' Lang |

| Bèlgica            | 2–0     | Islàndia |
| ------------------ | ------- | -------- |
| Batshuayi 65', 81' | Informe |          |

| Suïssa                                                    | 5–2     | Bèlgica           |
| --------------------------------------------------------- | ------- | ----------------- |
| Rodríguez 26' (p.) · Seferović 31', 44', 84' · Elvedi 62' | Informe | 2', 17' T. Hazard |

## Grup 3

### Classificació
| Equip    | Pts | PJ | PG | PE | PP | GF | GC | DG |
| -------- | --- | -- | -- | -- | -- | -- | -- | -- |
| Portugal | 8   | 4  | 2  | 2  | 0  | 5  | 3  | +2 |
| Itàlia   | 5   | 4  | 1  | 2  | 1  | 2  | 2  | 0  |
| Polònia  | 2   | 4  | 0  | 2  | 2  | 4  | 6  | -2 |

Note:

Polònia readmès a la Lliga A de la UEFA Nations League 2020-21 a causa de la reforma de la competició en vigor a partir de la temporada següent.

### Partits
| Itàlia            | 1–1     | Polònia       |
| ----------------- | ------- | ------------- |
| Jorginho 78' (p.) | Informe | 40' Zieliński |

| Portugal     | 1–0     | Itàlia |
| ------------ | ------- | ------ |
| A. Silva 48' | Informe |        |

| Polonia                       | 2–3     | Portugal                                      |
| ----------------------------- | ------- | --------------------------------------------- |
| Piątek 18' Błaszczykowski 77' | Informe | 32' A. Silva · 43' (p.p.) Glik · 52' B. Silva |

| Polònia | 0–1     | Itàlia        |
| ------- | ------- | ------------- |
|         | Informe | 90+2' Biraghi |

| Itàlia | 0–0     | Portugal |
| ------ | ------- | -------- |
|        | Informe |          |

| Portugal     | 1–1     | Polònia        |
| ------------ | ------- | -------------- |
| A. Silva 34' | Informe | 66' (p.) Milik |

## Grup 4

### Classificació
| Equip      | Pts | PJ | PG | PE | PP | GF | GC | DG |
| ---------- | --- | -- | -- | -- | -- | -- | -- | -- |
| Anglaterra | 7   | 4  | 2  | 1  | 1  | 6  | 5  | +1 |
| Espanya    | 6   | 4  | 2  | 0  | 2  | 12 | 7  | +5 |
| Croàcia    | 4   | 4  | 1  | 1  | 2  | 4  | 10 | -6 |

Note:

Croàcia readmès a la Lliga A de la UEFA Nations League 2020-21 a causa de la reforma de la competició en vigor a partir de la temporada següent.

### Partits
| Anglaterra   | 1–2     | Espanya                |
| ------------ | ------- | ---------------------- |
| Rashford 11' | Informe | 13' Saúl · 32' Rodrigo |

| Espanya                                                                             | 6–0     | Croàcia |
| ----------------------------------------------------------------------------------- | ------- | ------- |
| Saúl 24' · Asensio 33' · L. Kalinić 35' (p.p.) · Rodrigo 49' · Ramos 57' · Isco 70' | Informe |         |

| Croàcia | 0–0     | Anglaterra |
| ------- | ------- | ---------- |
|         | Informe |            |

| Espanya                        | 2–3     | Anglaterra                       |
| ------------------------------ | ------- | -------------------------------- |
| Paco Alcácer 58' · Ramos 90+8' | Informe | 16', 38' Sterling · 30' Rashford |

| Croàcia                          | 3–2     | Espanya                       |
| -------------------------------- | ------- | ----------------------------- |
| Kramarić 54' · Jedvaj 69', 90+3' | Informe | 56' Ceballos · 78' (p.) Ramos |

| Anglaterra             | 2–1     | Croàcia      |
| ---------------------- | ------- | ------------ |
| Lingard 78' · Kane 85' | Informe | 57' Kramarić |

## Fase final

### Quadre
|  | Semifinals            | Semifinals    |                   |   | Final | Final |
|  |                       |               |                   |   |       |       |
|  | 5 de juny – Porto     |               |                   |   |       |       |
|  |                       |               |                   |   |       |       |
|  | Portugal              | 3             |                   |   |       |       |
|  | Portugal              | 3             | 9 de juny – Porto |   |       |       |
|  | Suïssa                | 1             |                   |   |       |       |
|  | Suïssa                | 1             | Portugal          | 1 |       |       |
|  | 6 de juny – Guimarães |               | Portugal          | 1 |       |       |
|  |                       | Països Baixos | 0                 |   |       |       |
|  | Països Baixos (prò.)  | Països Baixos | 0                 | 3 |       |       |
|  | Països Baixos (prò.)  |               |                   | 3 |       |       |
|  | Anglaterra            | 1             |                   |   |       |       |
|  | Anglaterra            | 1             | Tercer lloc       |   |       |       |
|  |                       |               |                   |   |       |       |
|  | 9 de juny – Guimarães |               |                   |   |       |       |
|  |                       |               |                   |   |       |       |
|  | Suïssa                | 0 (5)         |                   |   |       |       |
|  | Suïssa                | 0 (5)         |                   |   |       |       |
|  | Anglaterra (p.)       | 0 (6)         |                   |   |       |       |

### Semifinals
| Portugal              | 3–1     | Suïssa             |
| --------------------- | ------- | ------------------ |
| Ronaldo 25', 88', 90' | Informe | 57' (p.) Rodríguez |

| Països Baixos                                 | 3–1     | Anglaterra        |
| --------------------------------------------- | ------- | ----------------- |
| de Ligt 75' · Walker 97' (p.p.) · Promes 114' | Informe | 32' (p.) Rashford |

### 3r lloc final
| Suïssa                                         | 0–0     | Anglaterra                                              |
| ---------------------------------------------- | ------- | ------------------------------------------------------- |
|                                                | Informe |                                                         |
| Tanda de penals                                |         |                                                         |
| Zuber · Xhaka · Akanji · Mbabu · Schär · Drmić | 5-6     | Maguire · Barkley · Sancho · Sterling · Pickford · Dier |

### Final
| Portugal   | 1–0     | Països Baixos |
| ---------- | ------- | ------------- |
| Guedes 60' | Informe |               |

## Classificació general de la Lliga
| Pos. | Grup | Equip         | Pts | PJ | PG | PE | PP | GF | GC | DG  |
| ---- | ---- | ------------- | --- | -- | -- | -- | -- | -- | -- | --- |
| 1.   | A3   | Portugal      | 8   | 4  | 2  | 2  | 0  | 5  | 3  | +2  |
| 2.   | A1   | Països Baixos | 7   | 4  | 2  | 1  | 1  | 8  | 4  | +4  |
| 3.   | A4   | Anglaterra    | 7   | 4  | 2  | 1  | 1  | 6  | 5  | +1  |
| 4.   | A2   | Suïssa        | 9   | 4  | 3  | 0  | 1  | 14 | 5  | +9  |
|      |      |               |     |    |    |    |    |    |    |     |
| 5.   | A2   | Bèlgica       | 9   | 4  | 3  | 0  | 1  | 9  | 6  | +3  |
| 6.   | A1   | França        | 7   | 4  | 2  | 1  | 1  | 4  | 4  | 0   |
| 7.   | A4   | Espanya       | 6   | 4  | 2  | 0  | 2  | 12 | 7  | +5  |
| 8.   | A3   | Itàlia        | 5   | 4  | 1  | 2  | 1  | 2  | 2  | 0   |
|      |      |               |     |    |    |    |    |    |    |     |
| 9.   | A4   | Croàcia       | 4   | 4  | 1  | 1  | 2  | 4  | 10 | -6  |
| 10.  | A3   | Polònia       | 2   | 4  | 0  | 2  | 2  | 4  | 6  | -2  |
| 11.  | A1   | Alemanya      | 2   | 4  | 0  | 2  | 2  | 3  | 7  | -4  |
| 12.  | A2   | Islàndia      | 0   | 4  | 0  | 0  | 4  | 1  | 13 | -12 |

Legenda:
      Classificar-se per a la fase final.
      Readmès a la Lliga A de la UEFA Nations League 2020-21 a causa de la reforma de la competició en vigor a partir de la temporada següent.

## Estadístiques

### Màxims golejadors
5 Gols
- Haris Seferović

4 Gols
- Romelu Lukaku

3 Gols
- Marcus Rashford
- Cristiano Ronaldo
- André Silva
- Sergio Ramos (1 penal)

2 Gols
- Michy Batshuayi
- Thorgan Hazard
- Tin Jedvaj
- Andrej Kramarić
- Raheem Sterling
- Antoine Griezmann (1 penal)
- Memphis Depay (1 penal)
- Virgil van Dijk
- Quincy Promes
- Georginio Wijnaldum
- Rodrigo Moreno
- Saúl
- Ricardo Rodríguez

1 Gols
- Eden Hazard (1 penal)
- Harry Kane
- Jesse Lingard
- Olivier Giroud
- Kylian Mbappé
- Toni Kroos (1 penal)
- Leroy Sané
- Timo Werner
- Alfreð Finnbogason
- Cristiano Biraghi
- Jorginho (1 penal)
- Ryan Babel
- Matthijs de Ligt
- Jakub Błaszczykowski
- Arkadiusz Milik (1 penal)
- Krzysztof Piątek
- Piotr Zieliński
- Gonçalo Guedes
- Bernardo Silva
- Paco Alcácer
- Marco Asensio
- Dani Ceballos
- Isco
- Albian Ajeti
- Nico Elvedi
- Mario Gavranović
- Michael Lang
- Admir Mehmedi
- Xherdan Shaqiri
- Denis Zakaria
- Steven Zuber

Gols en pròpia porta
- Lovre Kalinić (1, pro Espanya)
- Kyle Walker (1, pro Països Baixos)
- Kamil Glik (1, pro Portugal)